# USS LST-883
O USS LST-883 foi um navio de guerra norte-americano da classe LST que operou durante a Segunda Guerra Mundial.